# La gang dell'Anno Santo
La gang dell'Anno Santo (L'année sainte) è un film del 1976 diretto da Jean Girault.
È l'ultimo film di Jean Gabin.

## Trama
Max e Pierre evadono da un carcere francese con l'intento di raggiungere Roma, approfittando della massa dei pellegrini che affollano la città eterna durante l'Anno Santo, per dissotterrare un bottino di un miliardo di lire nascosto da Max nel giardino di una chiesetta molti anni prima. Per passare inosservati si travestono da prelati e si imbarcano su un aereo. Durante il viaggio l'aereo viene dirottato verso Tangeri da tre giovani che chiedono un riscatto di un milione di dollari. Impossessatisi dell denaro, i tre fuggono a bordo di un'auto tenendo come ostaggio Max, il quale però riesce a prendere il denaro e a mettere in fuga i giovani. All'arrivo a Roma ad attenderli sono il commissario Barbier e il commissario Mazzola, che in cambio del riscatto e dell'atto eroico nel trattare coi dirottatori, concedono la fuga dei due. Giunti sul luogo della chiesetta romana non trovano più il giardino e la vecchia chiesetta è diventata una chiesa grande e moderna. Chiesti lumi al parroco questi dice loro di essere stata la volontà di Dio a far sì che un tuono colpisse l'albero di limoni sotto di cui era nascosto un tesoro, utilizzato per costruire la nuova chiesa.

## Produzione
Il film rappresenta una coproduzione italo-francese.
La sequenza iniziale contiene filmati d'archivio del Giubileo del 1975, compreso papa Paolo VI, salutante la folla dalla sedia gestatoria.

## Critica
(Alberto Blandi su La Stampa del 23 febbraio 1977)

## Curiosità
- La chiesa che viene fatta passare come la chiesa di San Lazzaro ricostruita è in realtà la chiesa di Santa Monica di Châtenay-Malabry, oggi chiesa copta.
- La scena finale, durante i titoli di coda, è girata a Piazza Navona.